# وبيبقا الوطن
وبيبقا الوطنهي أغنية جمعت بين قطبين من كبار فناني لبنان وهما الموسيقارملحم بركات والمطربة نجوى كرم وكانت الاغنية ذات طابع وطني وإنساني، وصدرت الاغنية بعد حرب تموز الأخيرة وكانت 
الأغنية من الحان الموسيقار نفسه، ومن كلمات الشاعر نزار فرانسيس ومدة الاغنية لم تتجاوز 
الأربع دقائق أو اقل أيضا ولكن على الرغم من ذلك لاقت استحسانا كبيرا من الجمهور والشعب اللبناني.